# Sterrit
Een sterrit is een clubrit van een motorclub.
Bij een sterrit gaat het voornamelijk om het rijden van grote afstanden. Men moet bijvoorbeeld een aantal vastgestelde plaatsen bezoeken, die nogal ver uit elkaar liggen. Punten kunnen verdiend worden met de afstand vanaf het startpunt en het aantal letters van een gemeente. Het reglement kan er als volgt uitzien:
De startplaats in het voorbeeld is Weert in Limburg.
1. er worden letters gebruikt uit een vooraf gekozen woord (bijvoorbeeld uitlaat),
2. er worden – met de letters uit dit woord – voorkeursplaatsen vastgesteld die men moet bezoeken (bijvoorbeeld Ulvenhout, Itteren, Tilburg, Landgraaf, Aalsmeer, Amersfoort, Tubbergen),
3. elke plaats op de voorkeurslijst levert 100 punten op,
4. elke kilometer vanaf het startpunt (Weert) levert 1 punt op,
5. elke letter van de bezochte plaats levert 10 punten op.

In de ideale situatie komt men tot de volgende uitslag:
- Ulvenhout: 100 punten + 85 km + 9 letters = 100 + 85 + 90 = 275 punten
- Itteren: 100 punten + 56 km + 7 letters = 100 + 56 + 70 = 226 punten
- enzovoort

Dit resulteert in een onhaalbare afstand van ongeveer 700 km. Deelnemers zullen dus zelf moeten kiezen welke plaatsen ze vervangen. In plaats van Tubbergen zou men naar een andere plaats met een "T" kunnen rijden, bijvoorbeeld het dichtbijgelegen Thorn. Tubbergen levert 100 + 192 + 90 = 382 punten op, Thorn staat niet op de voorkeurslijst en levert slechts 15 + 50 = 65 punten op, maar het is wel te halen.
In het verleden moest men, met behulp van een landkaart, behoorlijk rekenen en creatief zijn om een zo gunstig mogelijke route uit te stippelen. Met de komst van gps is wat dat betreft de lol er enigszins af. Het is de organisatie van een sterrit wel mogelijk het gebruik hiervan te verbieden, maar dit is niet te controleren.
Een supersterrit is Australia Endurance Riding.
Andere vormen van clubritten zijn:
- de Dobbelrit
- de Fotopuzzelrit
- de Oriëntatierit
- de Puzzelrit
- de Toertocht